# Versailles (Fernsehserie)
Versailles ist eine franko-kanadische Fernsehserie, deren Premiere am 16. November 2015 beim Sender Canal+ zu sehen war. Die deutschsprachige Erstausstrahlung fand am 23. Februar 2016 beim Sender Sky Atlantic statt. Schon vor ihrer Ausstrahlung wurde die Serie um eine zweite Staffel verlängert, die wiederum aus zehn Episoden besteht und vier Jahre nach dem Ende der Handlung von Staffel eins angesiedelt ist. 2017 wurde dann die dritte Staffel gedreht, die am 3. Oktober 2018 ihre deutsche Erstausstrahlung hatte.

## Inhalt
Die Serie nimmt das Leben des jungen Ludwig XIV. am Hof von Versailles als Ausgangspunkt für eine mehr oder weniger fiktionale Auseinandersetzung mit den Ereignissen und Lebensverhältnissen im 17. Jahrhundert.

## Hintergrund
„Versailles“ war die zu diesem Zeitpunkt teuerste jemals in Europa gedrehte TV-Serie. Mit einem Budget von 30 Millionen Euro für die erste Staffel (zehn Episoden) gehört die Produktion des französischen Senders Canal+ auch im internationalen Vergleich zu den teuersten TV-Produktionen.
Die kreativen Köpfe David Wolstencroft (Der Anwalt des Teufels (The Escape Artist)) und Helen Mirrens Neffe Simon Mirren (Without a Trace – Spurlos verschwunden) zeichnen für die Drehbücher verantwortlich. Regie bei der ersten Staffel führten Jalil Lespert (Yves Saint Laurent), Christoph Schrewe, Thomas Vincent sowie Daniel Roby.
Die Entscheidung, die Serie am Original-Schauplatz in Frankreich, aber in englischer Sprache zu drehen, sorgte bei den Franzosen für hitzige Debatten. Doch die Produzenten rechtfertigten dies mit der Tatsache, dass die hohen Produktionskosten von 30 Millionen Euro nur mit internationaler Beteiligung zu decken waren.

## Besetzung und Synchronisation
Die deutschsprachige Synchronfassung der Serie entsteht bei der Scalamedia GmbH in Berlin unter der Dialogregie von Erik Paulsen, der auch jeweils das Dialogbuch verfasst.
| Figur                                 | Darsteller         | Synchronsprecher                                    | Staffel |
| ------------------------------------- | ------------------ | --------------------------------------------------- | ------- |
| Ludwig XIV.                           | George Blagden     | Nicolas Böll                                        | 1–3     |
| Philippe I., Herzog von Orléans       | Alexander Vlahos   | Jan Makino (Staffel 1-2) Konrad Bösherz (Staffel 3) | 1–3     |
| Alexandre Bontemps                    | Stuart Bowman      | Hans-Eckart Eckhardt                                | 1–3     |
| Fabien Marchal                        | Tygh Runyan        | Uwe Jellinek                                        | 1–3     |
| Anna von Österreich                   | Dominique Blanc    | Monica Bielenstein                                  | 1       |
| Henrietta von England                 | Noémie Schmidt     | Marieke Oeffinger                                   | 1–2     |
| Liselotte von der Pfalz               | Jessica Clark      | Yvonne Greitzke                                     | 2–3     |
| Chevalier de Lorraine                 | Evan Williams      | Wanja Gerick                                        | 1–3     |
| Maria Theresa von Spanien             | Elisa Lasowski     | Maja Maneiro                                        | 1–3     |
| Béatrice Hiéronyme de Clermont        | Amira Casar        | Sanam Afrashteh                                     | 1       |
| Madame de Montespan                   | Anna Brewster      | Nicole Hannak                                       | 1–3     |
| Wilhelm III. von Oranien              | George Webster     | Andi Krösing                                        | 1–2     |
| Louise de La Vallière                 | Sarah Winter       | Anita Hopt                                          | 1       |
| Claudine Masson                       | Lizzie Brocheré    | Janina Elkin                                        | 1–2     |
| Jean-Baptiste Colbert                 | Steve Cumyn        | Frank Röth                                          | 1–3     |
| François Michel Le Tellier de Louvois | Joe Sheridan       | Douglas Welbat                                      | 1–3     |
| Jacques Bénigne Bossuet               | Geoffrey Bateman   | Uli Krohm                                           | 1–3     |
| André Le Nôtre                        | Thierry Harcourt   | Christoph Krix                                      | 1–2     |
| Madame de Maintenon                   | Catherine Walker   |                                                     | 2–3     |
| Sophie de Clermont                    | Maddison Jaizani   | Victoria Frenz                                      | 1–3     |
| Gaston de Foix                        | Harry Hadden-Paton |                                                     | 2       |
| Madeleine de Foix                     | Greta Scacchi      |                                                     | 2       |
| Duc de Cassel                         | Pip Torrens        | Charles Rettinghaus                                 | 1–2     |
| Louis de Rohan                        | Alexis Michalik    |                                                     | 1–2     |
| Kaiser Leopold von Österreich         | Rory Keenan        |                                                     | 3       |
| Eleonore von Österreich               | Daphne Patakia     | Melinda Rachfahl                                    | 3       |
| Delphine d’Angers                     | Marie Askehave     |                                                     | 3       |
| Karl II. von England                  | Daniel Lapaine     |                                                     | 1       |
| Isabella Braganza von Portugal        | Benedita Pereira   |                                                     | 3       |
| Madame Agathe                         | Suzanne Clément    | Sabine Falkenberg                                   | 2       |
| Étienne Guibourg                      | Ned Dennehy        | Till Hagen                                          | 2       |
| Prinz Annaba                          | Marcus Griffiths   | Eric Lee Johnson                                    | 1       |

## Veröffentlichung
Die erste Staffel erschien am 6. Oktober 2016 auf Blu-ray und DVD. Die zweite Staffel wurde am 25. Juli 2017, die dritte und finale Staffel am 29. November 2018 veröffentlicht.